# Ligne de tramway 456
La ligne 456 est une ancienne ligne de tramway du SNCV Groupe de Clavier de la Société nationale des chemins de fer vicinaux (SNCV) qui a fonctionné entre 1890 et 1952.

## Histoire
La ligne est mise en service en 1890[réf. nécessaire].
Elle est supprimée le 4 octobre 1952 et remplacée par une ligne d'autobus.

## Infrastructure

### Dépôts et stations
Clavier (gare), Val-Saint-Lambert.

## Exploitation

### Horaires
Tableaux :
- 456 en 1931[2].
- 602 en 1950[3].